# Авро 521
Авро 521 (енгл. Avro 521) је ловачки авион направљен у Уједињеном Краљевству. Авион је први пут полетео 1915. године. 

Израђен је само један прототип, а пробна серија од 25 авиона је отказана.
Највећа брзина авиона при хоризонталном лету је износила 15 km/h.
Распон крила авиона је био 9,14 метара, а дужина трупа 8,58 метара. Био је наоружан са једним митраљезом Луис калибра 7,7 мм.

## Наоружање
| Наоружање авиона: Авро 521     |     |
| Ватрено (стрељачко) наоружање  |     |
| Топ                            |     |
| Митраљез                       |     |
| Број и ознака митраљеза        | 1   |
| Калибар                        | 7,7 |
| Бомбардерско наоружање (бомбе) |     |
| Ракетно наоружање (ракете)     |     |

## Земље које су користиле авион
- Велика Британија